# Budleigh Salterton
Budleigh Salterton est une ville du Devon, en Angleterre. Elle est située sur la côte sud du comté (sur la Jurassic Coast), à l'embouchure de l'Otter (en), à environ 25 km au sud d'Exeter. Au moment du recensement de 2001, elle comptait 4 805 habitants.
L'explorateur Walter Raleigh a grandi dans le village voisin de East Budleigh. Le peintre John Everett Millais s'est rendu à Budleigh Salterton pour peindre son tableau L'Enfance de Raleigh (en), exposé à la Royal Academy en 1871.

## Jumelages
- Brewster (États-Unis)

## Personnalités liées
- Henry John Carter (1813-1895), chirurgien, géologue et zoologue, y est né.
- Hubert von Herkomer (1849-1914), peintre et graveur germano-britannique, y est mort.
- Edgar Leopold Layard (1824-1900), naturaliste, y est mort.
- Ethel Thomson Larcombe (1879-1965), joueuse de tennis britannique, y est morte.